# 1378
Cette page concerne l'année 1378  du calendrier julien. Pour l'année 1378 av. J.-C., voir 1378 av. J.-C.
L'année 1378 est une année commune qui commence un vendredi.

## Événements
- 10 novembre : passage de la comète de Halley[1].

### Asie
- Début du règne de Togustemur, khan des Mongols (fin en 1388). Le territoire de l’empire mongol est alors limité à l’est par le lac Baïkal et les montagnes Khingan, au Sud par la Grande Muraille, au Nord par l’Irtych et le Ienisseï, à l’Ouest par les montagnes Tian Shan[2].

- En Inde, Madura est annexée au royaume de Vijayanâgara[3].
- Sultanat des Bahmanî : Assassinat du sultan Ala-ud-din Mujahid Shah. Règne de Daud Shah I, sultan des Bahmanî, assassiné à son tour. Début du règne Muhammad II (fin en 1397)[4].
- Tamerlan occupe le Khârezm après quatre ans de guerre[5].

- Kara Yülük Osman (mort en 1435), fonde la dynastie des Ak Koyunlu  (« les gens aux moutons blancs ») qui occupent l’est de l’actuelle Turquie (fin en 1508)[6].

### Europe

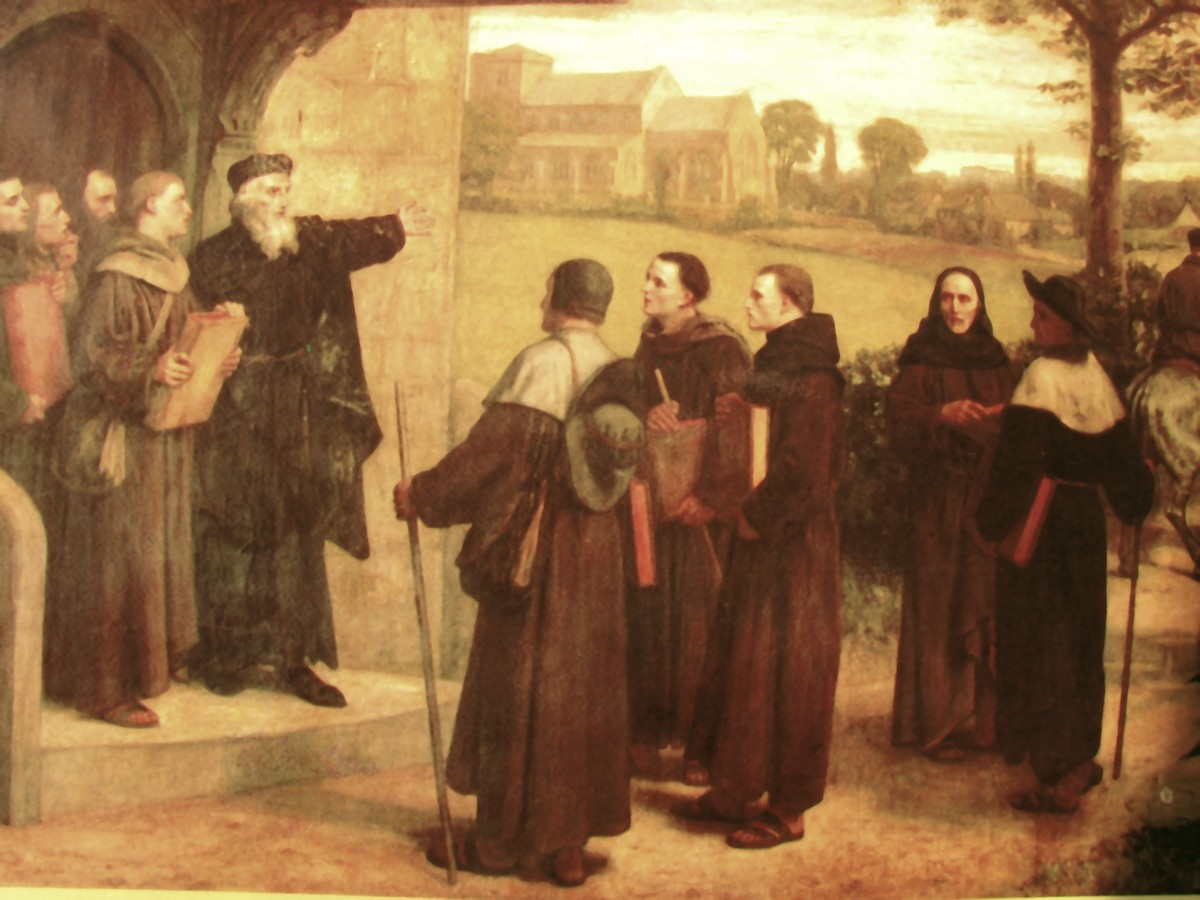
En Angleterre, lord du Grand Schisme, John Wyclif se prononce pour la séparation de l’Église et de l’État. Chef du mouvement anticlérical et antipapal, ce théologien prêche la réforme de l’Église et envoie des « Lollards » dans toute l’Angleterre. Il prend le parti des paysans contre la noblesse et fut le précurseur de la Réforme. John Wyclif veut débarrasser l’Église de ses richesses, source de perversion. Il veut traduire la Bible et les textes sacrés pour qu’ils soient accessibles à tous. Ils s’associe à des universitaires pour éditer des sermons en anglais et tenter de traduire la bible (Nicolas de Hereford, John Purvey). L’Église anglicane réagit vivement : les archevêques de Cantorbéry épurent l’université d'Oxford et les prêtres qui prêchaient les idées de Wyclif sont mis en prison et frappés d’interdit.

- 4[7] au 16 janvier : rencontre à Paris de Charles V de France et de l’empereur Charles IV de Luxembourg.
- 6 janvier : Un banquet donné au palais de la Cité à Paris réunit trois rois : Charles V de France, Charles IV, empereur germanique et son fils, Venceslas IV, roi de Bohême[8].
- 16 février : alliance entre la république de Gênes et le roi Louis Ier de Hongrie contre Venise. Les Carrare de Padoue et le patriarche d'Aquilée rejoignent la ligue[9].
- 25 mars : arrestation de Jacques de Rue, chambellan de Charles le Mauvais par Charles V[10].
- 8 avril :
  - Début du pontificat d'Urbain VI (jusqu'en 1389)[11].
  - Voyage de Normandie : départ d'une expédition dans le comté d'Évreux menée par le duc de Bourgogne, le duc de Bourbon, le sire de Coucy et le connétable Bertrand Du Guesclin[12] à la suite de la confiscation des biens normands de Charles le Mauvais. Capture de l'infant Charles, fils aîné du roi de Navarre par Charles V.
- 18 avril : Pierre du Tertre, homme de confiance du roi de Navarre, capitule à Bernay. Poursuite de la conquête des possessions normandes du roi de Navarre, qui fin juin ne possède plus que Cherbourg[12].
- 20 avril : Le duc d'Anjou prend possession de Montpellier[12].
- 1er mai : Salvestro de’ Medici devient gonfalonier à Florence[13]. Il prône une réforme démocratique des institutions de la commune, ce qui provoque la révolte du peuple contre le patriciat, la révolte des Ciompi. Il est banni en 1381.
- 21 mai : exécution de Jacques de Rue et Pierre du Tertre[10].
- 30 mai[14] : victoire navale vénitienne sur les Génois au cap d'Anzio. Début de la guerre de Chioggia (1378-1381).
- 17 juin : Antoniotto Adorno, puis Niccolò Guarco doge de Gênes après la démission de Dominique de Campo Fregoso[15].
- 18 juin : le gonfalonier de Florence Salvestro de’ Medici, après le rejet de son projet de loi contre les procédures des Albizzi qui écartent les familles gibelines du pouvoir, en appelle au conseil du peuple qui approuve sa réforme[16].
- 20 juin : le duc Jean IV de Bretagne est appelé à comparaitre par le roi Charles V de France devant la cour des pairs[17]. Il ne s'y présente pas et son duché lui est confisqué. Le peuple breton se soulève alors et rappelle Jean IV, réfugié en Angleterre (1379). En réaction, le roi de France expulse tous les Bretons de son royaume, gens d'armes et civils[18].
- 21 juillet : tumulte des Ciompi à Florence, révolte de travailleurs contre l'oligarchie dominée par les Albizzi. Ils investissent le Palazzo Vecchio le 23 juillet et nomment l'un d'eux, le cardeur Michele di Lando, gonfalonier[16].
  - La production de laine s’écroule, provoquant la révolte des Ciompi, ouvriers de la laine. Elle est réglée par la création de trois « Arti del popolo minito », parmi lesquels l’Arte dei Ciompi. Les ouvriers de laine peuvent s’associer pour défendre leurs salaires.
- 28 juillet[19] : après la médiation de Catherine de Sienne, Urbain VI signe à Tivoli la paix avec les Florentins qui lui payent 230 000 florins et sont relevés de l'excommunication. Fin de la guerre des Huit Saints.
- 4 août : Bernardo Visconti règne seul à Milan. Son neveu Jean Galéas gouverne la partie occidentale de la Lombardie[20].
- 11 août, Russie : victoire de Dimitri Donskoï sur les Mongols de Mamaï sur la Voja. Il cherche à liguer les princes russes contre l’occupant mongol[21].
- 31 août : répression sanglante de la révolte des Ciompi à Florence[22].
- 20 septembre : début du pontificat de l'antipape Clément VII (jusqu'en 1394)[11].
  - début du Grand Schisme d'Occident : deux papes règnent, un à Rome et un autre à Avignon (jusqu'en 1415). Réunis à Fondi, les cardinaux (en majorité Français) annulent l’élection d’Urbain VI (Bartolomeo Prignano), qui se serait montré violent, comme obtenue sous la pression populaire, et désignent Clément VII (Robert de Genève, petit cousin du roi de France) qui n’ayant pu prendre Rome, retourne à Avignon (1379) où il s’allie à Louis Ier d'Anjou. Urbain VI s’appuie sur le roi d’Angleterre, la Flandre, la Pologne, les territoires allemands de l’Empire et les royaumes scandinaves. Clément VII est soutenu par le roi de France, le roi d’Écosse et le roi de Castille. L’Italie est divisée entre les deux obédiences au gré des combinaisons diplomatiques.

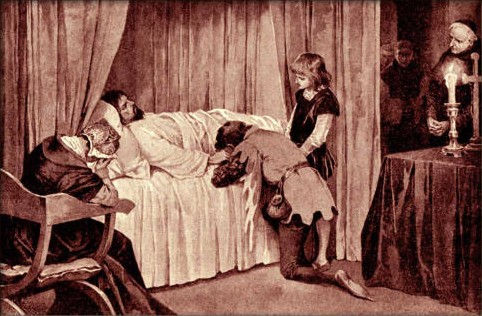
29 novembre : mort de l'empereur Charles IV.

- 29 novembre : début du règne de Venceslas de Luxembourg, empereur romain germanique et roi de Bohême (jusqu'en 1400)[23]. Apogée de la maison de Luxembourg.
- 18 décembre : sentence du Parlement de Paris qui conclut la réunion de la Bretagne au domaine royal. Charles V confisque la Bretagne à Jean IV allié aux Anglais. La noblesse bretonne se révolte et rappelle Jean IV de Bretagne[24].